# Böser Wolf – Ein Taunuskrimi
Böser Wolf – Ein Taunuskrimi ist ein deutscher Fernsehfilm-Zweiteiler aus dem Jahr 2016. Die Literaturverfilmung basiert auf dem gleichnamigen Roman von Nele Neuhaus und ist die sechste und siebte Folge der Krimiserie Der Taunuskrimi.

## Handlung

### Teil 1
Die Leiche eines ca. 15-jährigen Mädchens wird am Mainufer gefunden. Nach der Obduktion steht fest, dass das Mädchen jahrelang eingesperrt, unterernährt, brutal misshandelt und vergewaltigt wurde. Die Ähnlichkeit zu einem früheren und leider nie aufgeklärten Fall ist zunächst der einzige Anhaltspunkt für die Ermittler Pia Kirchhoff und Oliver von Bodenstein. Seinerzeit gab es Hinweise auf organisierten Mädchenhandel, sodass auch Staatsanwalt Markus Maria Frey an dem Fall interessiert ist.
Wenige Tage später haben Pia Kirchhoff und Oliver von Bodenstein den Überfall auf die Moderatorin und TV-Journalistin Hanna Herzmann aufzuklären. Nur mit Glück hat sie die brutalen Misshandlungen überlebt und liegt nun im Koma. Die Auswertung des Navigationsgeräts weist als letztes Ziel ein Motel aus. Dort versuchen Kirchhoff und ihr Kollege Ostermann herauszufinden, mit wem sich Herzmann hier getroffen hat, doch da das Hotel anonym über ein Terminal von den Gästen selbstständig gebucht werden kann und der männliche Gast nur mit einem Motorradhelm zu sehen ist, haben die Ermittler keinen Erfolg. Später sind sie sich sicher, dass sich Herzmann hier mit einem Informanten getroffen hat, der mit dem Überfall auf sie nichts zu tun hat.
Oliver von Bodenstein kontaktiert seinen Kollegen Altmüller, der den früheren Mordfall an einem jungen Mädchen bearbeitet hat. Von ihm erhält er einen Hinweis, der zu Kilian Rothemund führt, einem Strafverteidiger, der in dem damaligen Fall die Polizei auf den Mädchenhandel aufmerksam machen wollte. Ausgerechnet Staatsanwalt Frey sorgte jedoch seinerzeit dafür, dass Rothemunds Hinweis negiert und er selbst unglaubwürdig gemacht wurde.

### Teil 2
Die Psychotherapeutin Dr. Leonie Verges therapierte seit Jahren Hanna Herzmann und hat durch sie Einblicke in ein Geheimnis bekommen, über das sie, nachdem der brutale Anschlag auf ihre Patientin erfolgte, nicht länger schweigen will. Als sie sich der Polizei anvertrauen will, wird sie entführt und getötet. Bei der Untersuchung zu den Hintergründen kommt Bodenstein der Wahrheit immer näher. Mit den weiteren Recherchen verdichten sich die Hinweise immer mehr zu dem – schon vor zehn Jahren vermuteten – sexuellen Missbrauch von Minderjährigen. Dabei ist hier kein einfaches Bordell involviert, sondern die hochangesehene Familie um Dr. Josef Finkbeiner. Er unterhält auf seinem Familiensitz eine Zufluchtsstätte für Waisenkinder. Einige ihm besonders lieb gewordene Kinder hat er vor Jahren selbst adoptiert und großgezogen, darunter auch den heutigen Staatsanwalt Frey, der, wie sich nun herausstellt, über all die Jahre ein Doppelleben führte und nur nach außen hin ein rechtstreuer Staatsbürger war. Neben den offiziellen Kindern gibt es auch noch „geheime Kinder“, die Finkbeiner über seine angeschlossene Geburtsklinik „generiert“. Minderjährige bringen hier in aller Anonymität ihre Kinder zur Welt, von denen sie annehmen, dass sie nach der Geburt zur Adoption kommen. Doch auch diese Kinder wurden nur zu pornografischen Zwecken missbraucht. Immer mal wieder gelang ihnen vereinzelt die Flucht, weshalb sie gnadenlos verfolgt und letztlich getötet wurden, wenn sie nicht wieder in die Gruppe integrierbar waren.
Den Ermittlern gelingt es, die gesamte Organisation um Frey und Finkbeiner auffliegen zu lassen, die Kinder zu befreien und einige hochrangige Kunden von Finkbeiner zur Verantwortung zu ziehen. Frey selbst kann im letzten Moment fliehen und sich ins Ausland absetzen. Da er des Mordes an Psychotherapeutin Dr. Leonie Verges überführt ist, wird er nun international gesucht.

## Hintergrund
Mit Böser Wolf – Ein Taunuskrimi wurde das sechste Buch der Bodenstein-&-Kirchhoff-Reihe verfilmt. Um der Realität so nahe wie möglich zu kommen, recherchierte die Autorin Nele Neuhaus unter anderem durch die Befragung Betroffener. Nach ihren eigenen Angaben war es „die furchtbarste Recherche, die ich jemals gemacht habe“, und es deprimierte sie, dass dieses Thema so totgeschwiegen wird. Mit der Geschichte wollte sie nicht nur aufrütteln, sondern auch den betroffenen Mädchen helfen. So engagiert sie sich für eine Einrichtung, wo Mädchen anonym therapeutische Hilfe bekommen können und auch Zuflucht vor gewalttätigen Familienmitgliedern finden können.

## Rezeption

### Einschaltquote
Beide Teile von Böser Wolf – Ein Taunuskrimi erreichten am 11. und 12. Januar 2016 zur Hauptsendezeit im ZDF 7,27 Millionen Zuschauer, was 21,6 bzw. 22,1 Prozent des Marktanteils entsprach.

### Kritiken
Tilmann P. Gangloff meinte auf tittelbach.tv: „Nach fünf fast durchweg sehr enttäuschenden Nele-Neuhaus-Verfilmungen ist nun endlich mit ‚Böser Wolf‘ ein vergleichsweise großer Wurf gelungen: Der komplex strukturierte Zweiteiler […] ist spannend, sehr viel erzählökonomischer als seine Vorgänger erzählt, stark besetzt und ebenso gespielt und auch die Inszenierung von Marcus O. Rosenmüller ist diesem Krimi-Thriller-Drama angemessen. Einen Haken könnte der Film für manchen Zuschauer allerdings haben: Die Geschichte ist unendlich grausig.“
Bei der FAZ wertete Heike Hupertz anerkennend: „Trotz der Ausweitung auf 180 Minuten verzichtet ‚Böser Wolf‘ auf einiges, was die bisherigen Filme an die Grenze zur Lächerlichkeit brachte. Es gibt kein angestrengtes Lokalkolorit mit radebrechenden Hessen mehr, das Privatleben der Kommissare […] findet nur gelegentlich Erwähnung.“ Allerdings: „Das Gewirr ist für Zuschauer, die das Buch nicht gelesen haben, keine kleine Hürde.“
Kurt Sagatz vom Tagesspiegel schrieb dazu: „Dem Film ist anzumerken, wie schwer allen Beteiligten die Umsetzung des Themas gefallen ist. In der Sorge, das Publikum nicht allzu sehr zu verschrecken, wirken einige Passagen beinahe verharmlosend steril. Ein aufrüttelnder Film wie ‚Es geschah am helllichten Tag‘ von 1958 mit Gert Fröbe ist ‚Böser Wolf‘ darum nicht geworden, obwohl der organisierte Missbrauch von Kindern in der Neuhaus-Verfilmung nicht minder erschütternd ist als die von Friedrich Dürrenmatt ersonnene Handlung.“
Bei Quotenmeter.de befand Manuel Weis: „Anders als erwartet, zieht sich der diesmal gleich auf 180 Minuten und somit zwei Teile ausgedehnte Kriminalfall nicht wie Kaugummi, der schon nach zehn Minuten im Mund malmig und labbrig wird, sondern besticht durch viele Wendungen und Twists. Marcus O. Rosenmüller, der auch vor der Reihe schon einschlägige Thriller-Erfahrung hatte, schafft es diesmal, die Spannung wirklich über (fast) die ganze Laufzeit hochzuhalten. Der Spaß für den Zuschauer wird auch deshalb erhöht, weil plötzlich die grundlegende Figurenkonstellation funktioniert.“